# Rocco Vito Loreto
Rocco Vito Loreto (Castellaneta, 20 settembre 1943) è un politico italiano.

## Biografia

### Carriera politica
Appartenente ad una famiglia di tradizione socialista,  Rocco Vito Loreto è stato sindaco di Castellaneta per tre mandati consecutivi dal 1990 al 1995, dal 1995 al 2000 ed infine dal maggio del 2000 fino al maggio del 2001.
Il 27 aprile del 1992 è stato eletto per la prima volta Senatore della Repubblica nelle file del Partito Democratico della Sinistra e dal 27 aprile 1992 al 14 aprile 1994 è stato membro della 4ª Commissione permanente della Difesa e della delegazione parlamentare italiana all'Assemblea dell'Atlantico del Nord. Nel 1994 è entrato nella commissione parlamentare d'inchiesta sul terrorismo in Italia e sulle cause della mancata individuazione dei responsabili delle stragi. Sempre nel 1994 è stato rieletto senatore nel gruppo Progressisti del collegio distrettuale tarantino Martina Franca-Ginosa e nel 1995 è divenuto membro della Commissione parlamentare d'inchiesta sul fenomeno del cosiddetto "caporalato". Nel 1996 è stato eletto per la terza volta al Senato della Repubblica con i Democratici di Sinistra ed ha ricoperto la carica istituzionale fino alla scadenza naturale della legislatura del 29 maggio 2001.

## Vicende processuali
Nel 2000 è stato coinvolto in una vicenda processuale conclusasi con l'assoluzione in Cassazione nell'aprile del 2002.
Il 4 febbraio 2000 Loreto viene accusato di calunnia aggravata in danno di un magistrato della Procura di Taranto, in ragione delle dichiarazioni contenute in un dossier che, nel 2000, il senatore Loreto invia al ministro della Giustizia Piero Fassino e nel quale ampio capitolato viene dedicato alla «scandalosa spesa sanitaria nella provincia di Taranto». Il 4 giugno 2001 vengono disposti nei suoi confronti gli arresti domiciliari. Il 19 giugno, però, il Tribunale del riesame annulla l'ordinanza di custodia cautelare. A quel punto, il pubblico ministero presenta un ricorso alla Cassazione ritenendo sufficienti gli indizi di colpevolezza nei confronti del senatore. il 24 aprile 2002 i giudici di terzo grado confermano la decisione presa a suo tempo dal Tribunale del riesame, e scagionano il senatore da tutte le accuse.